# Céaux-d'Allègre
Pour les articles homonymes, voir Ceaux.
Céaux-d'Allègre est une commune française située dans le département de la Haute-Loire, en région Auvergne-Rhône-Alpes.

## Géographie

### Localisation
La commune de Céaux-d'Allègre se trouve dans le département de la Haute-Loire, en région Auvergne-Rhône-Alpes.
Elle se situe à 25 km par la route du Puy-en-Velay, préfecture du département, et à 11 km de Saint-Paulien, bureau centralisateur du canton de Saint-Paulien dont dépend la commune depuis 2015 pour les élections départementales.
Les communes les plus proches sont : Allègre (3,5 km), Vernassal (5,0 km), Monlet (5,0 km), Lissac (5,6 km), Saint-Geneys-près-Saint-Paulien (6,4 km), Saint-Paulien (7,2 km), Bellevue-la-Montagne (7,2 km), Fix-Saint-Geneys (7,6 km).
| Monlet    |                 | Bellevue-la-Montagne            |
| Allègre   | Céaux-d'Allègre | Saint-Geneys-près-Saint-Paulien |
| Vernassal | Lissac          | Saint-Paulien                   |

### Climat
Pour des articles plus généraux, voir Climat d'Auvergne-Rhône-Alpes et Climat de la Haute-Loire.
En 2010, le climat de la commune est de type climat des marges montargnardes, selon une étude du Centre national de la recherche scientifique s'appuyant sur une série de données couvrant la période 1971-2000. En 2020, Météo-France publie une typologie des climats de la France métropolitaine dans laquelle la commune est exposée à un climat de montagne ou de marges de montagne et est dans une zone de transition entre les régions climatiques « Nord-est du Massif Central » et « Sud-est du Massif Central ».
Pour la période 1971-2000, la température annuelle moyenne est de 8 °C, avec une amplitude thermique annuelle de 16 °C. Le cumul annuel moyen de précipitations est de 840 mm, avec 8,6 jours de précipitations en janvier et 7,3 jours en juillet. Pour la période 1991-2020, la température moyenne annuelle observée sur la station météorologique de Météo-France la plus proche, « Allègre », sur la commune d'Allègre à 3 km à vol d'oiseau, est de 8,3 °C et le cumul annuel moyen de précipitations est de 908,7 mm,. Pour l'avenir, les paramètres climatiques de la commune estimés pour 2050 selon différents scénarios d'émission de gaz à effet de serre sont consultables sur un site dédié publié par Météo-France en novembre 2022.

## Urbanisme

### Typologie
Au 1er janvier 2024, Céaux-d'Allègre est catégorisée commune rurale à habitat très dispersé, selon la nouvelle grille communale de densité à sept niveaux définie par l'Insee en 2022.
Elle est située hors unité urbaine et hors attraction des villes,.

### Occupation des sols
L'occupation des sols de la commune, telle qu'elle ressort de la base de données européenne d’occupation biophysique des sols Corine Land Cover (CLC), est marquée par l'importance des territoires agricoles (64 % en 2018), une proportion sensiblement équivalente à celle de 1990 (64,2 %). La répartition détaillée en 2018 est la suivante : 
zones agricoles hétérogènes (38,3 %), forêts (36 %), prairies (24,5 %), terres arables (1,2 %). L'évolution de l’occupation des sols de la commune et de ses infrastructures peut être observée sur les différentes représentations cartographiques du territoire : la carte de Cassini (XVIIIe siècle), la carte d'état-major (1820-1866) et les cartes ou photos aériennes de l'IGN pour la période actuelle (1950 à aujourd'hui).

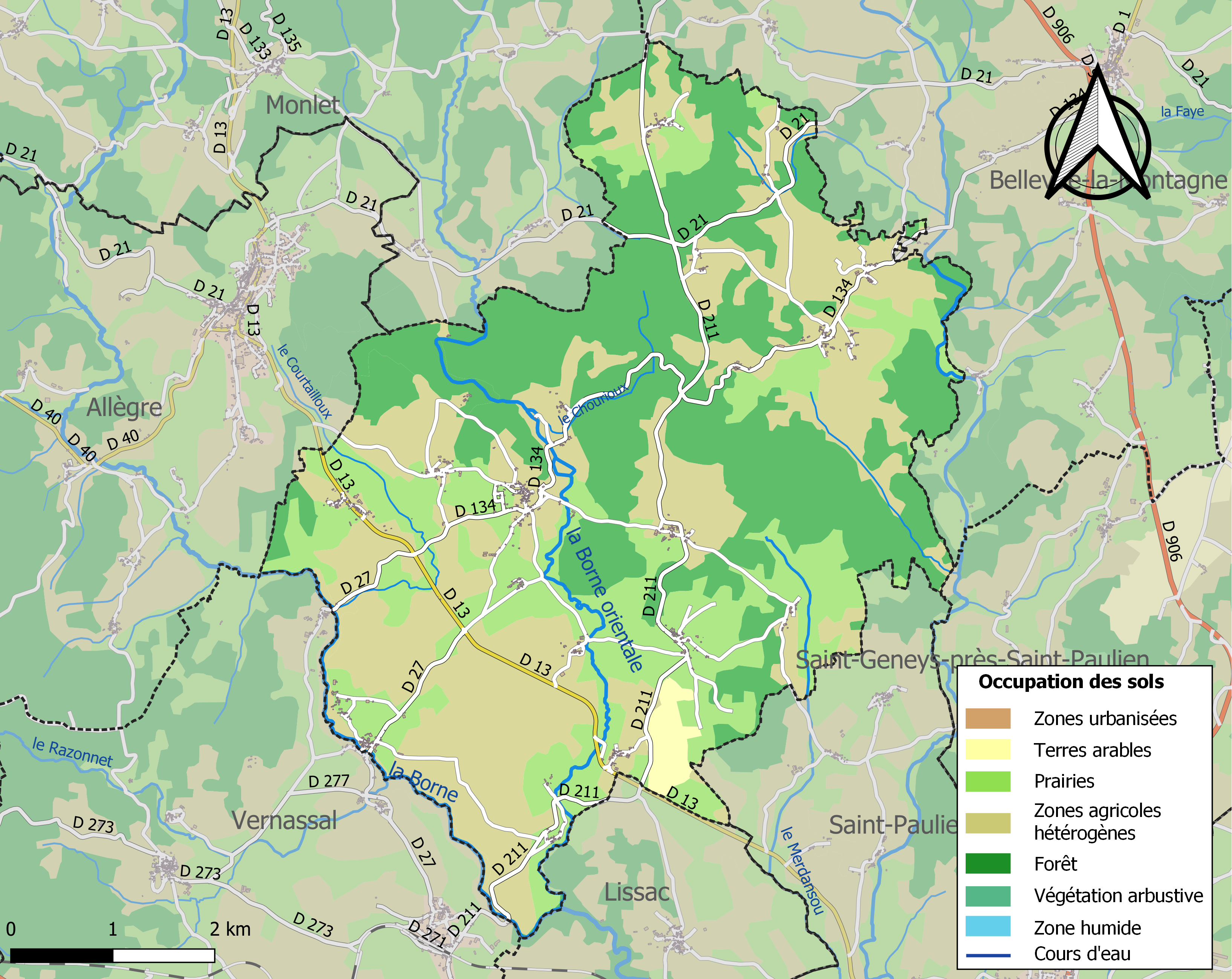
Carte des infrastructures et de l'occupation des sols de la commune en 2018 (CLC).
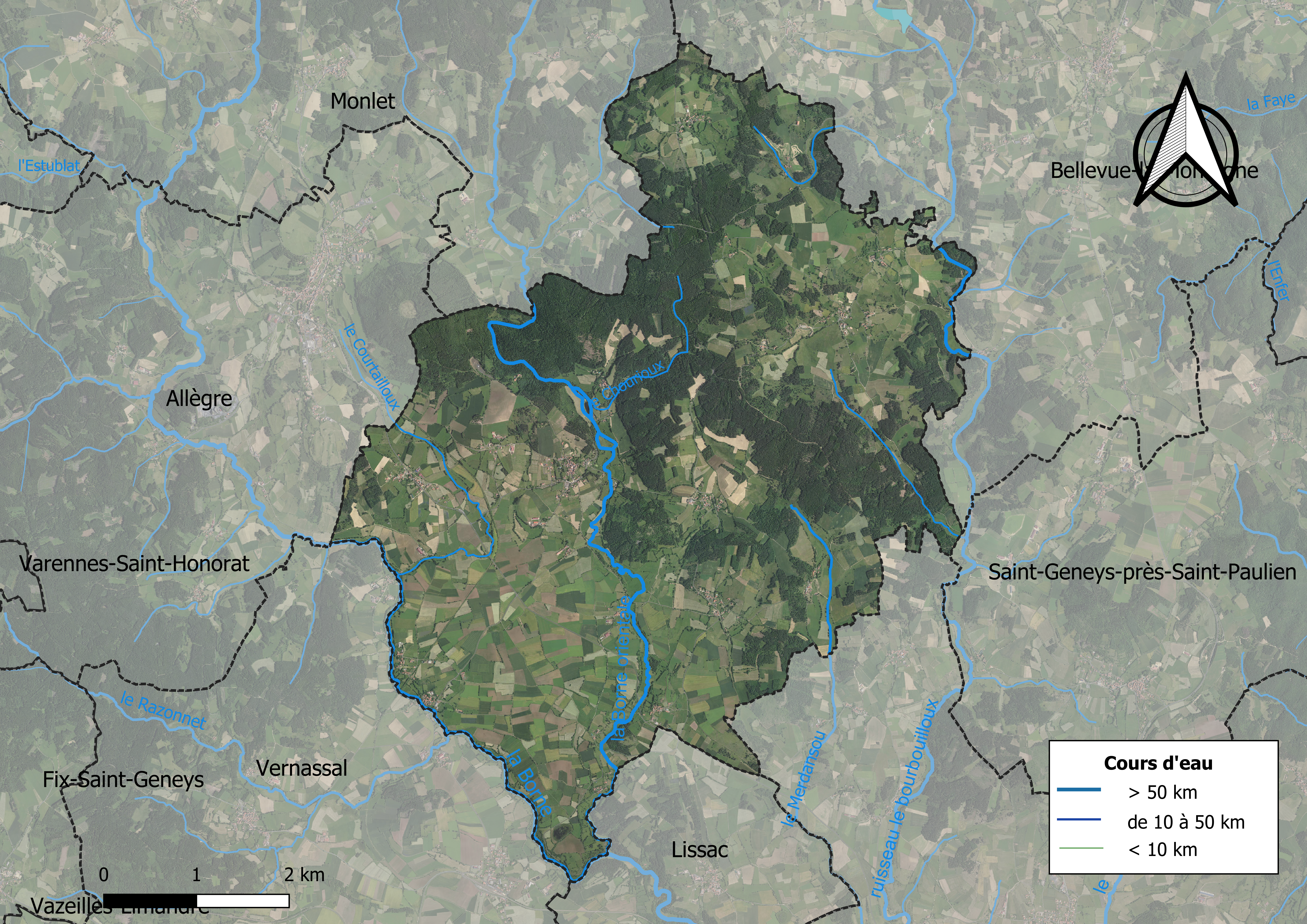
Carte orthophotographique de la commune.

### Habitat et logement
En 2018, le nombre total de logements dans la commune était de 369, alors qu'il était de 339 en 2013 et de 346 en 2008.
Parmi ces logements, 63,2 % étaient des résidences principales, 26,1 % des résidences secondaires et 10,7 % des logements vacants. Ces logements étaient pour 91,8 % d'entre eux des maisons individuelles et pour 7,7 % des appartements.
Le tableau ci-dessous présente la typologie des logements à Céaux-d'Allègre en 2018 en comparaison avec celle de la Haute-Loire et de la France entière. Une caractéristique marquante du parc de logements est ainsi une proportion de résidences secondaires et logements occasionnels (26,1 %) supérieure à celle du département (16,1 %) et à celle de la France entière (9,7 %). Concernant le statut d'occupation de ces logements, 90,5 % des habitants de la commune sont propriétaires de leur logement (89 % en 2013), contre 70 % pour la Haute-Loire et 57,5 pour la France entière.
| Typologie                                               | Céaux-d'Allègre | Haute-Loire | France entière |
| ------------------------------------------------------- | --------------- | ----------- | -------------- |
| Résidences principales (en %)                           | 63,2            | 71,5        | 82,1           |
| Résidences secondaires et logements occasionnels (en %) | 26,1            | 16,1        | 9,7            |
| Logements vacants (en %)                                | 10,7            | 12,4        | 8,2            |

## Toponymie
Le nom de Céaux provient du latin « celsus » (élevé, haut), suggérant un lieu situé sur une colline ou une élévation. Quant à Allègre, il dérive du latin « alacer » (vif, prompt), évoquant un lieu dynamique ou animé, voire une communauté perçue comme énergique,.
Anciennes mentions : Ad Celtos (XIIe siècle), Ecclesia de Ceus (1252), Ecclesia de Seus (1390), Ceaulx (1401), Ceaux (1518), Siaulx (1561), Seaulx (1616), Cyaux en Auvernhe (1625), Oppidum Situlense (XVIIe siècle), Oppidum Situla (XVIIIe siècle), Ceaux-près-d'Alegre (XVIIIe siècle).

## Histoire
Le village de Céaux-d’Allègre, attesté depuis au moins le IXe siècle sous divers noms (ad Celtes, Ceus, Seus, Ceaulx), est mentionné dans plusieurs documents historiques. Des vestiges antiques y ont été découverts en 1928, près de la gare. En 1789, il faisait partie de la province d’Auvergne et perdit son péage en 1744, au détriment du marquis d’Allègre.

## Politique et administration

### Découpage territorial
La commune de Céaux-d'Allègre est membre de la communauté d'agglomération du Puy-en-Velay, un établissement public de coopération intercommunale (EPCI) à fiscalité propre créé le 26 décembre 2016 dont le siège est à Le Puy-en-Velay. Ce dernier est par ailleurs membre d'autres groupements intercommunaux.
Sur le plan administratif, elle est rattachée à l'arrondissement du Puy-en-Velay, au département de la Haute-Loire, en tant que circonscription administrative de l'État, et à la région Auvergne-Rhône-Alpes.
Sur le plan électoral, elle dépend du canton de Saint-Paulien pour l'élection des conseillers départementaux, depuis le redécoupage cantonal de 2014 entré en vigueur en 2015, et de la deuxième circonscription de la Haute-Loire   pour les élections législatives, depuis le redécoupage électoral de 1986.

### Élections municipales et communautaires

#### Élections de 2020
Le conseil municipal de Céaux-d'Allègre, commune de moins de 1 000 habitants, est élu au scrutin majoritaire plurinominal à deux tours avec candidatures isolées ou groupées et possibilité de panachage. Compte tenu de la population communale, le nombre de sièges à pourvoir lors des élections municipales de 2020 est de 11. Sur les douze candidats en lice, onze sont élus dès le premier tour, le 15 mars 2020, correspondant à la totalité des sièges à pourvoir, avec un taux de participation de 48,05 %.
Maguy Masse, maire sortante, est réélue pour un nouveau mandat le 25 mai 2020.
Dans les communes de moins de 1 000 habitants, les conseillers communautaires sont désignés parmi les conseillers municipaux élus en suivant l’ordre du tableau (maire, adjoints puis conseillers municipaux) et dans la limite du nombre de sièges attribués à la commune au sein du conseil communautaire. Un siège est attribué à la commune au sein de la communauté d'agglomération du Puy-en-Velay.

#### Liste des maires
| Période                                  | Période                    | Identité        | Étiquette | Qualité  |
| ---------------------------------------- | -------------------------- | --------------- | --------- | -------- |
| Les données manquantes sont à compléter. |                            |                 |           |          |
| mars 2001                                | 2008                       | Pierre Malhomme | DVG       |          |
| mars 2008                                | En cours (au 27 août 2014) | Mme Maguy Masse | DVD       | Employée |

### Élections nationales
| Scrutin             | Scrutin             | 1er tour | 1er tour | 1er tour | 1er tour | 1er tour | 1er tour | 1er tour | 1er tour    | 1er tour | 1er tour | 1er tour | 1er tour | 2d tour | 2d tour | 2d tour | 2d tour | 2d tour | 2d tour |
| Scrutin             | Scrutin             | 1er      | 1er      | %        | 2e       | 2e       | %        | 3e       | 3e          | %        | 4e       | 4e       | %        | 1er     | 1er     | %       | 2e      | 2e      | %       |
| ------------------- | ------------------- | -------- | -------- | -------- | -------- | -------- | -------- | -------- | ----------- | -------- | -------- | -------- | -------- | ------- | ------- | ------- | ------- | ------- | ------- |
| Présidentielle 2017 | Présidentielle 2017 |          | RN       | 25,15    |          | EM       | 22,70    |          | LR          | 16,56    |          | LFI      | 15,03    |         | EM      | 59,35   |         | RN      | 40,65   |
| Présidentielle 2022 | Présidentielle 2022 |          | RN       | 31,89    |          | EM       | 15,61    |          | LFI         | 14,62    |          | RES      | 10,63    |         | RN      | 59,85   |         | EM      | 40,15   |
| Législatives 2022   | 2e                  |          | LR       | 42,72    |          | RN       | 19,72    |          | LFI (NUPES) | 19,72    |          | PR (ENS) | 7,98     |         | LR      | 64,10   |         | LFI     | 35,90   |
| Législatives 2024   | 2e                  |          | RN       | 41,64    |          | LR       | 29,37    |          | PS (NFP)    | 21,19    |          | RE (ENS) | 7,43     |         | LR      | 51,67   |         | RN      | 48,33   |

## Population et société

### Démographie

#### Évolution démographique
L'évolution du nombre d'habitants est connue à travers les recensements de la population effectués dans la commune depuis 1793. Pour les communes de moins de 10 000 habitants, une enquête de recensement portant sur toute la population est réalisée tous les cinq ans, les populations de référence des années intermédiaires étant quant à elles estimées par interpolation ou extrapolation. Pour la commune, le premier recensement exhaustif entrant dans le cadre du nouveau dispositif a été réalisé en 2006.

En 2022, la commune comptait 484 habitants, en évolution de +1,68 % par rapport à 2016 (Haute-Loire : +0,36 %, France hors Mayotte : +2,11 %).
| 1793  | 1800  | 1806  | 1821  | 1831  | 1836  | 1841  | 1846  | 1851  |
| ----- | ----- | ----- | ----- | ----- | ----- | ----- | ----- | ----- |
| 1 294 | 1 307 | 1 355 | 1 377 | 1 495 | 1 515 | 1 535 | 1 609 | 1 614 |

| 1856  | 1861  | 1866  | 1872  | 1876  | 1881  | 1886 | 1891 | 1896  |
| ----- | ----- | ----- | ----- | ----- | ----- | ---- | ---- | ----- |
| 1 440 | 1 415 | 1 452 | 1 440 | 1 600 | 1 471 | 516  | 489  | 1 380 |

| 1901  | 1906  | 1911  | 1921  | 1926  | 1931 | 1936 | 1946 | 1954 |
| ----- | ----- | ----- | ----- | ----- | ---- | ---- | ---- | ---- |
| 1 319 | 1 318 | 1 301 | 1 053 | 1 009 | 970  | 919  | 870  | 807  |

| 1962 | 1968 | 1975 | 1982 | 1990 | 1999 | 2006 | 2011 | 2016 |
| ---- | ---- | ---- | ---- | ---- | ---- | ---- | ---- | ---- |
| 771  | 676  | 621  | 511  | 428  | 412  | 452  | 471  | 476  |

| 2021 | 2022 | - | - | - | - | - | - | - |
| ---- | ---- | - | - | - | - | - | - | - |
| 479  | 484  | - | - | - | - | - | - | - |

#### Pyramide des âges
La population de la commune est relativement âgée.
En 2018, le taux de personnes d'un âge inférieur à 30 ans s'élève à 28,6 %, soit en dessous de la moyenne départementale (31 %). À l'inverse, le taux de personnes d'âge supérieur à 60 ans est de 33,5 % la même année, alors qu'il est de 31,1 % au niveau départemental.
En 2018, la commune comptait 245 hommes pour 227 femmes, soit un taux de 51,91 % d'hommes, largement supérieur au taux départemental (49,13 %).
Les pyramides des âges de la commune et du département s'établissent comme suit.
| Hommes | Classe d’âge | Femmes |
| ------ | ------------ | ------ |
| 0,4    | 90 ou +      | 1,8    |
| 12,1   | 75-89 ans    | 11,7   |
| 20,8   | 60-74 ans    | 20,2   |
| 26,0   | 45-59 ans    | 21,1   |
| 12,8   | 30-44 ans    | 15,9   |
| 12,7   | 15-29 ans    | 13,7   |
| 15,2   | 0-14 ans     | 15,6   |

| Hommes | Classe d’âge | Femmes |
| ------ | ------------ | ------ |
| 0,9    | 90 ou +      | 2,5    |
| 8,4    | 75-89 ans    | 11,7   |
| 20,4   | 60-74 ans    | 20,5   |
| 21,3   | 45-59 ans    | 20,3   |
| 16,8   | 30-44 ans    | 16,3   |
| 15,2   | 15-29 ans    | 13,2   |
| 17     | 0-14 ans     | 15,6   |

## Économie

### Revenus
En 2018, la commune compte 211 ménages fiscaux, regroupant 461 personnes. La médiane du revenu disponible par unité de consommation est de 18 170 € (20 800 € dans le département).

### Emploi
| Division       | 2008  | 2013  | 2018  |
| -------------- | ----- | ----- | ----- |
| Commune        | 5,7 % | 5,8 % | 5,8 % |
| Département    | 6,3 % | 7,7 % | 7,7 % |
| France entière | 8,3 % | 10 %  | 10 %  |

En 2018, la population âgée de 15 à 64 ans s'élève à 275 personnes, parmi lesquelles on compte 76,9 % d'actifs (71,1 % ayant un emploi et 5,8 % de chômeurs) et 23,1 % d'inactifs,. Depuis 2008, le taux de chômage communal (au sens du recensement) des 15-64 ans est inférieur à celui de la France et du département.
La commune est hors attraction des villes,. Elle compte 66 emplois en 2018, contre 78 en 2013 et 69 en 2008. Le nombre d'actifs ayant un emploi résidant dans la commune est de 198, soit un indicateur de concentration d'emploi de 33,6 % et un taux d'activité parmi les 15 ans ou plus de 53,5 %.
Sur ces 198 actifs de 15 ans ou plus ayant un emploi, 58 travaillent dans la commune, soit 30 % des habitants. Pour se rendre au travail, 79,4 % des habitants utilisent un véhicule personnel ou de fonction à quatre roues, 19,1 % s'y rendent en deux-roues, à vélo ou à pied et 1,5 % n'ont pas besoin de transport (travail au domicile).

## Culture locale et patrimoine

### Lieux et monuments

#### Église
Au centre du village, se trouve l'église Saint-Jean-Baptiste, inscrite au titre des monuments historiques par arrêté du 30 décembre 1988. Faisant aussi office de point de rendez-vous pour les habitants, il y est encore célébré la messe les dimanches en alternance avec d'autres villages alentour.

#### Château de la Borie-Chambarel
Construit au XIIIe siècle dans le style caractéristique de la région du Velay, cette ancienne maison forte a subi des modifications à ses ouvertures au XVe siècle et à d'autres périodes ultérieures. Avec une forme presque carrée, la structure est agrémentée de quatre tours et est prolongée par une aile de dépendances. À l'intérieur, l'authenticité a été préservée, avec la conservation de quelques ensembles de décoration pratiquement complets, notamment dans la salle à manger, le salon de style Louis XV et une chambre avec un lit-clos.

#### Château de Courbière
Ce château, érigé au XIIIe siècle par les valeureux chevaliers de Bar, renommés pour leur participation aux Croisades, est devenu la propriété des seigneurs de Courbières à partir de l'an 1200. Au cours du XVe siècle, d'importants travaux de restauration ont été entrepris. Au XVIIe siècle, des modifications ont été apportées à la toiture, et de nouvelles ouvertures ont été créées. Le donjon médiéval, de forme carrée, agrémenté d'une tourelle d'escalier à l'angle nord-est, a été modernisé au XVIIIe siècle, avec l'ajout de fenêtres et la construction d'un corps de logis. Les intérieurs ont également été embellis au XVIIIe siècle avec des éléments décoratifs tels que des boiseries, des toiles peintes, du papier peint, des peintures murales et des cheminées. À cette même période, une nouvelle aile a été édifiée à l'angle nord-est du donjon.

#### Monument aux morts

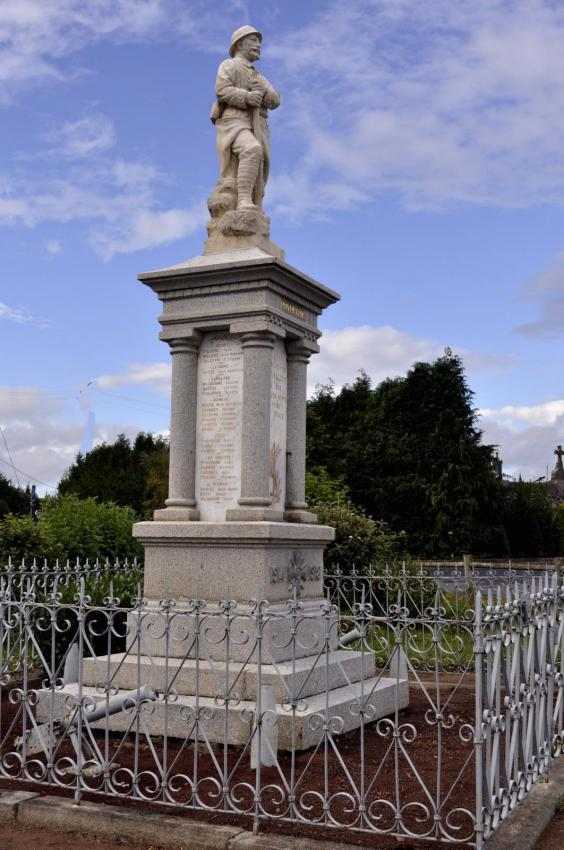
Monuments aux morts de Céaux-d'Allègre.

Un monument aux morts est érigé dans le bas de la commune, permettant de garder en mémoire les hommes tombés aux combats lors de la Première Guerre mondiale et de la Seconde Guerre mondiale. Il s'agit des hommes résidant auparavant à Céaux-d'Allègre ainsi que dans les alentours de la commune.